# FK Sakhaline Ioujno-Sakhalinsk
Pour les articles homonymes, voir Sakhaline (homonymie).
Maillots
Le Futbolny klub Sakhaline (russe : Футбольный клуб «Сахалин») était un club de football russe basé à Ioujno-Sakhalinsk fondé en 2004 et disparu en 2024.

## Histoire
Fondé en 2004, le club évolue dans un premier temps au niveau amateur avant d'intégrer le football professionnel et la troisième division lors de la saison 2007, division qu'il ne quitte qu'à une seule reprise à l'occasion d'un passage d'une saison en deuxième division en 2014-2015. Bien que remportant le groupe Est lors des saisons 2017-2018, le club refuse de prendre part à la deuxième division pour des raisons financières.
En raison d'une réorganisation du groupe pour la saison 2018-2019, le Sakhaline se voit obligé de déplacer l'intégralité de ses rencontres à domicile dans la ville de Tomsk. Finissant initialement premier à l'issue de la saison, il subit par la suite une pénalité de trois points en raison de dettes impayées, le faisant passer en deuxième position derrière l'Irtych Omsk.

## Bilan sportif

### Palmarès
- Championnat de Russie D3
  - Vainqueur de groupe en 2014 et 2018.

### Classements en championnat
La frise ci-dessous résume les classements successifs du club en championnat de Russie depuis 2004.

### Bilan par saison
| Saison    | Championnat  | Championnat | Championnat | Championnat | Championnat | Championnat | Championnat | Championnat | Championnat | Championnat | Coupe de Russie     |
| Saison    | Division     | Pos         | Pts         | J           | V           | N           | D           | BP          | BC          | Diff        | Coupe de Russie     |
| --------- | ------------ | ----------- | ----------- | ----------- | ----------- | ----------- | ----------- | ----------- | ----------- | ----------- | ------------------- |
| 2004      | 5e Sakhaline | 4e          | 28          | 14          | 8           | 4           | 2           | 28          | 6           | +12         | —                   |
| 2005      | 5e Sakhaline | 1er         | 45          | 18          | 14          | 3           | 1           | 68          | 13          | +55         | —                   |
| 2006      | 5e Sakhaline | 1er         | 39          | 14          | 13          | 0           | 1           | 70          | 9           | +61         | —                   |
| 2007      | 3e Est       | 9e          | 25          | 30          | 6           | 7           | 17          | 21          | 49          | -28         | —                   |
| 2008      | 3e Est       | 10e         | 15          | 27          | 3           | 6           | 18          | 18          | 48          | -30         | 256es de finale     |
| 2009      | 3e Est       | 7e          | 32          | 27          | 8           | 8           | 11          | 29          | 28          | +1          | 128es de finale     |
| 2010      | 3e Est       | 5e          | 47          | 30          | 12          | 11          | 7           | 38          | 29          | +9          | 64es de finale      |
| 2011-2012 | 3e Est       | 6e          | 53          | 36          | 15          | 8           | 13          | 40          | 41          | -1          | Seizièmes de finale |
| 2011-2012 | 3e Est       | 6e          | 53          | 36          | 15          | 8           | 13          | 40          | 41          | -1          | 256es de finale     |
| 2012-2013 | 3e Est       | 3e          | 55          | 30          | 15          | 10          | 5           | 42          | 23          | +19         | 64es de finale      |
| 2013-2014 | 3e Est       | 1er         | 51          | 24          | 15          | 6           | 3           | 44          | 16          | +28         | 128es de finale     |
| 2014-2015 | 2e           | 16e         | 35          | 34          | 9           | 8           | 17          | 28          | 50          | -22         | 32es de finale      |
| 2015-2016 | 3e Est       | 2e          | 48          | 24          | 14          | 6           | 4           | 40          | 17          | +23         | Seizièmes de finale |
| 2016-2017 | 3e Est       | 3e          | 30          | 20          | 8           | 6           | 6           | 30          | 21          | +9          | 32es de finale      |
| 2017-2018 | 3e Est       | 1er         | 42          | 20          | 14          | 0           | 6           | 37          | 17          | +20         | 64es de finale      |
| 2018-2019 | 3e Est       | 2e          | 44-3        | 20          | 14          | 5           | 1           | 41          | 15          | +26         | Seizièmes de finale |
| 2019-2020 | 3e Est       | 2e          | 18          | 12          | 5           | 3           | 4           | 15          | 16          | -1          | 32es de finale      |
| 2020-2021 | 3e Groupe 3  | 16e         | 19          | 30          | 4           | 7           | 19          | 26          | 54          | -28         | 128es de finale     |
| 2021-2022 | 3e Groupe 3  | 14e         | 32          | 18          | 10          | 2           | 6           | 28          | 23          | +5          | 256es de finale     |
| 2022-2023 | 3e Groupe 3  | 16e         | 37          | 22          | 11          | 3           | 7           | 35          | 27          | +8          | 128es de finale     |
| 2023      | 4e Groupe 3  | en cours    | en cours    | en cours    | en cours    | en cours    | en cours    | en cours    | en cours    | en cours    | 256es de finale     |

Légende
- Promotion en division supérieure
- Relégation en division inférieure

## Entraîneurs
La liste suivante présente les différents entraîneurs du club depuis 2007.
- Andreï Parkhomenko (janvier 2007-juillet 2007)
- Igor Kharkovchtchenko (juillet 2007-juin 2008)
- Andreï Parkhomenko (juin 2008-décembre 2008)
- Sergueï Ossipov (décembre 2008-juillet 2009)
- Viktor Nozdrine (août 2009-novembre 2009)
- Sergueï Timofeev (janvier 2010-août 2010)
- Anatoli Smoliak (août 2010-décembre 2010)
- Viktor Antikhovitch (avril 2011-mai 2011)
- Oleg Kokarev (mai 2011-avril 2012)
- Boris Sinitsyne (avril 2012-mai 2012)
- Iouri Drozdov (juin 2012-septembre 2012)
- Sergueï Timofeev (septembre 2012-mai 2014)
- Andreï Afanasiev (mai 2014-juin 2014)
- Faïl Mirgalimov (juillet 2014-janvier 2015)
- Igor Dobrovolski (janvier 2015-mars 2015)
- Andreï Parkhomenko (mars 2015-avril 2015)
- Ravil Sabitov (avril 2015-juillet 2015)
- Aleksandr Alfiorov (juillet 2015-juin 2016)
- Sergueï Boulatov (juin 2016-juin 2017)
- Dmitri Iemelianov (juillet 2017-janvier 2018)
- Sergueï Boulatov (février 2018-juin 2018)
- Maksim Chvetsov (juillet 2018-juin 2019)
- Iouri Drozdov (juillet 2019-juin 2020)
- Oleg Sidorenkov (juillet 2020-juin 2021)
- Oleg Kokarev (depuis juillet 2021)